# 放射能
放射能（、英: Radioactivity）とは、放射性同位元素が放射性崩壊を起こして別の元素に変化する性質（能力）を言う。なお、放射性崩壊に際しては放射線の放出を伴う。

放射性標識
放射線が発生している場所、例えば病院や診療所のレントゲン撮影室などには、上図のような放射性標識（産業安全標識では放射能標識とされている）が表示される。3つの葉は、アルファ線、ベータ線、ガンマ線を意味している。なお、UnicodeにはU+2622に放射性標識がある :
☢

放射能は、単位時間に放射性崩壊する原子の個数（単位：ベクレル [Bq]）で計量される。
なお、ある元素の同位体の中で放射能を持つ元素を表す場合は「放射性同位体」、それらを含む物質を表す場合は「放射性物質」と呼ぶのが適切である。

## 概要

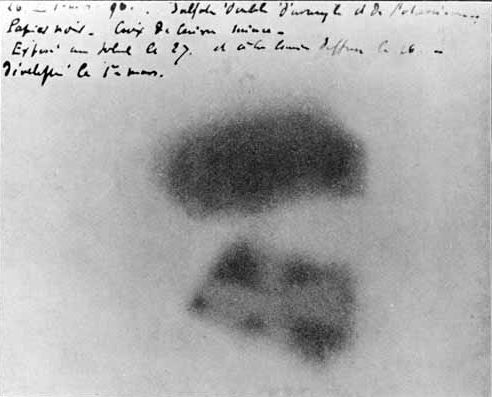
ベクレルが偶然近くに置いたウラン鉱石が写真乾板を感光させたことによって、放射能は発見された。乾板とウラン鉱石の間にあった金属製マルタ十字シンボルが偶然感光して映り込んでいるのも見て取れる。

すべての物質は原子から構成される。さらに原子は負電荷を持つ電子と正電荷をもつ原子核からなる。原子核の種類を核種というが、核種によってはその量子力学的バランスの不釣り合いから、放射線（α線、β線、γ線など）を放出して放射性崩壊と呼ばれる崩壊現象を起こして他の核種に変化することがある。そのような放射線を放出して放射性崩壊を起こす性質のことを放射能 (radioactivity) と呼ぶ。
元素の同位体で放射能を持つものを「放射性同位体」と呼び、放射性同位体を含む物質を「放射性物質」と呼ぶ。しかし、一般には放射能をもつあらゆるもの（同位体や物質、核種、放射線など）に対する総称として、表現としては不適切と承知の上で使用されたり、不適切であることを知らないまま使用されたりもする。

## 放射性崩壊
放射性崩壊(Radioactive decay)によって放出された粒子や電磁波は高いエネルギーを持つ。このエネルギーは崩壊エネルギーと呼ばれる。崩壊エネルギーは最終的に熱エネルギーに変質する。

### 放射性崩壊の速さとしての放射能 (activity) とその単位
一般に放射性物質の単位時間あたりに放射性崩壊する原子の個数（放射性崩壊の速さ）を、その放射性物質の放射能（activity）と呼び、単位としてはベクレル（Bq [s−1]）が用いられる。またベクレル以前に用いられていた単位であり、現在補助単位として用いられているキュリー (Ci) と呼ばれる単位もある。
ベクレル (Bq)

放射性物質が1秒間当たりに崩壊する原子の個数 (d/sec) の単位をベクレル（記号：Bq）と言う。毎秒壊変（崩壊）数 (dps ; decay per second) などとも呼ばれていた。
キュリー (Ci)（補助単位、旧単位）
歴史的な理由から、放射性物質であるラジウム 1 g が1秒間に崩壊する原子の個数（d/sec , Bq）をもとに定められた放射能の単位をキュリー（記号：Ci）と言う。1Ci（キュリー）はベクレル (Bq) を元に以下のように定められる。
1 Ci = 3.7×1010 Bq （370億ベクレル）
また、1ベクレルは2.7×10−11キュリーである。なお、キュリーは現在でも補助単位として使用されている。

## 放射能の測定
放射能（ベクレル）を直接測定することは難しいので、測定対象物から発する放射線の数やエネルギーを測定して、間接的に放射性物質の量（ベクレルと質量は対応する。比放射能も参照）を求める方法を採ることが多い。
- α線の測定には、液体シンチレーションカウンタや硫化亜鉛シンチレーション検出器、半導体検出器[8]が用いられる。
- γ線の測定には、Ge半導体検出器やNaIシンチレーションカウンタが用いられる。
- 表面汚染を検出するには、ガイガー＝ミュラー検出器が用いられる。

## 放射線障害とその防護
放射線を浴びることを被曝という。被曝線量によっては放射線障害と呼ばれる影響が身体に現れることがある。被曝は大きく外部被曝と内部被曝に分類される。外部被曝を防ぐには、遮蔽、距離、被曝時間が重要である。